# Mizuki Andō
Mizuki Andō (jap. 安藤 瑞季, Andō Mizuki; * 19. Juli 1999 in der Ōita) ist ein japanischer Fußballspieler.

## Karriere
Mizuki Andō erlernte das Fußballspielen in der Jugendmannschaft von Saeki S-PLAY Minami sowie in der Schulmannschaft der Nagasaki Institute of Applied Sciences High School. Seinen ersten Profivertrag unterschrieb er 2018 bei Cerezo Osaka. Der Verein aus Osaka, einer Stadt in der Präfektur Osaka, spielte in der höchsten japanischen Liga, der J1 League. Die U23-Mannschaft des Vereins spielte in der dritten Liga, der J3 League. In seinem ersten Jahr in Osaka kam er auf einen Erstligaeinsatz. In der dritten Liga spielte er 48-mal. 2020 wurde er an den Zweitligisten FC Machida Zelvia nach Machida ausgeliehen. Für den Zweitligisten absolvierte er 33 Spiele. Nach Vertragsende bei Cerezo unterschrieb er im Januar 2021 in Mito einen Vertrag beim Zweitligisten Mito Hollyhock.